# 6001 Thales
För andra betydelser, se Thales (olika betydelser).
6001 Thales eller 1988 CP2 är en asteroid i huvudbältet som upptäcktes den 11 februari 1988 av den belgiske astronomen Eric W. Elst vid Haute-Provence-observatoriet. Den är uppkallad efter den grekiske filosofen Thales.
Asteroiden har en diameter på ungefär 8 kilometer och den tillhör asteroidgruppen Koronis.